# 罗伊·爱默生体育场
罗伊·爱默生体育场（Roy Emerson Arena）是一个位于瑞士格施塔德的网球场。该体育场是瑞士格施塔德公开赛（一项ATP巡回赛赛事）的中心球场。体育场可容纳4500名观众。其命名是为了致敬12次大满贯冠军得主、五次格施塔德赛事冠军羅伊·愛默生。